# Blepharis attenuata
Blepharis attenuata es una especie de planta herbácea perteneciente a la familia de las acantáceas. Es originaria de Egipto.

## Descripción
Es una planta de las estepas o desiertos muy cálidos. Después de la floración los frutos maduros permanecen en las axilas de las brácteas espinosas hasta que se producen las primeras fuertes lluvias.

## Taxonomía
Blepharis attenuata fue descrita por la botánica, agrostóloga inglesa: Diana Margaret Napper y publicado en Israel Journal of Botany 21: 164, en el año 1972.
Etimología
Blepharis: nombre genérico del griego blepharon = "pestañas".
attenuata: epíteto latino que significa "débil".